# Мери-Менвиль
Мери́-Менви́ль (фр. Mairy-Mainville) — коммуна во французском департаменте Мёрт и Мозель, региона Лотарингия. Относится к  кантону Одюн-ле-Роман.	

## География

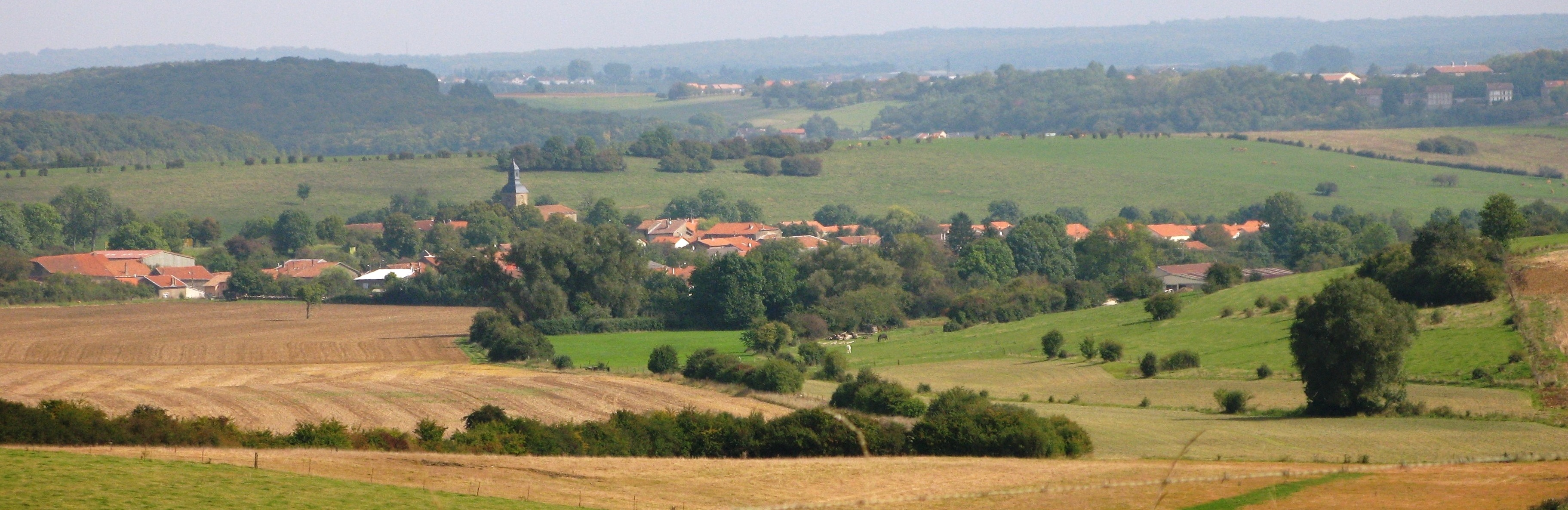
Панорама Мери-Менвиль.

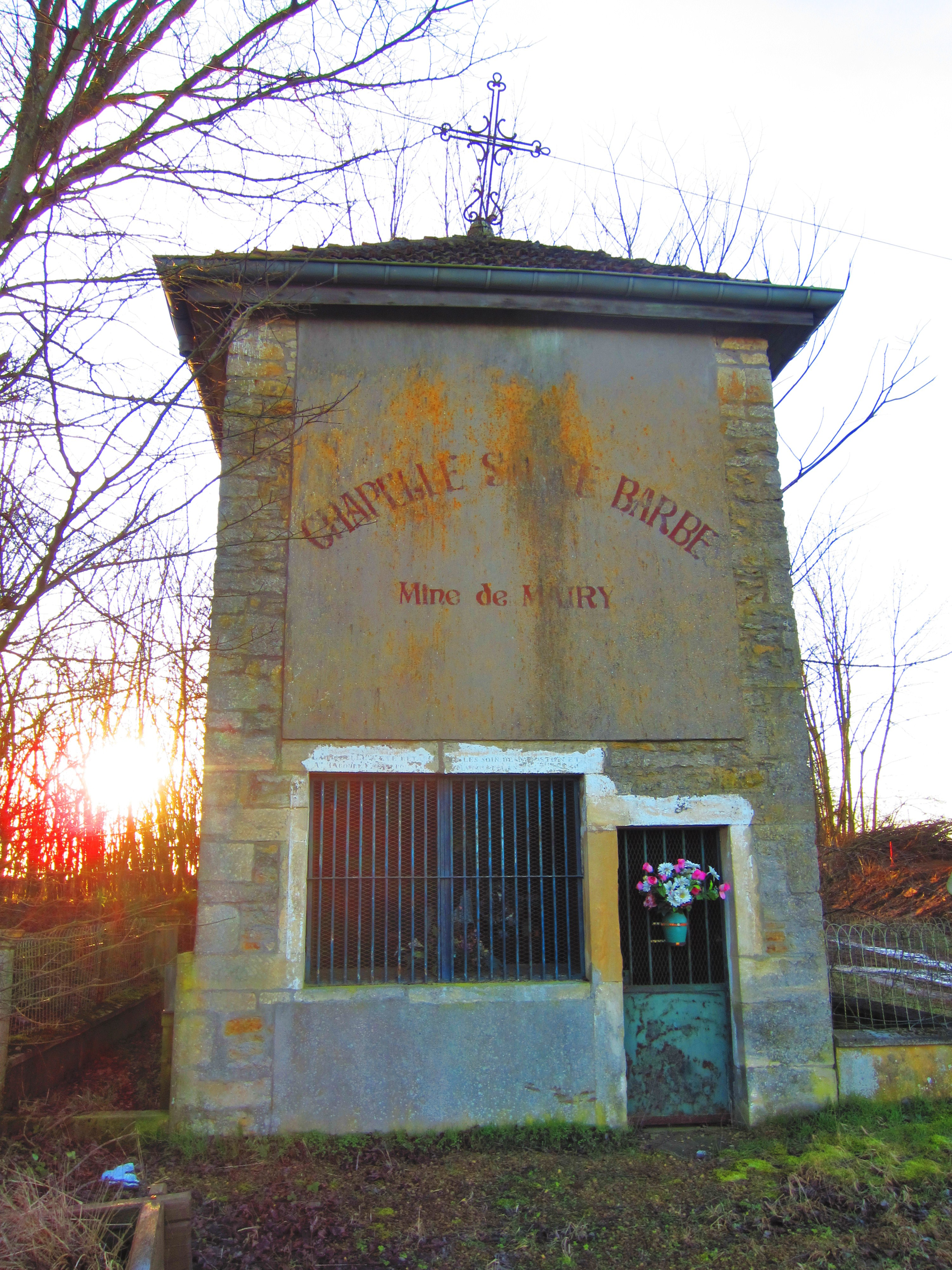
Часовня Сент-Барб в Менвиле.

Мери-Менвиль расположен в 31 км к северо-западу от Меца. Соседние коммуны: Тюккенье и Беттенвиллер на востоке, Мансьель на юго-востоке, Ану на юге.

## История
Первое упоминание Мери было в 894 году. В 1817 году деревня Мери, находящаяся в герцогстве Бар, была объединена с соседним рабочим посёлком Менвиль. Название Мери-Менвиль — с 1965 года. 

## Демография
Население коммуны на 2010 год составляло 574 человека.
| 1962 | 1968 | 1975 | 1982 | 1990 | 1999 | 2010 |
| ---- | ---- | ---- | ---- | ---- | ---- | ---- |
| 615  | 573  | 531  | 456  | 468  | 477  | 574  |